# De Koninklijke Porceleyne Fles (фабрика-музей)
De Porceleyne Fles (з 1919 року De Koninklijke Porceleyne Fles, загальновідома міжнародна марка Royal Delft) — нідерландська фабрика порцеляни Делфту, заснована в 1653 році в Делфті. Тепер Koninklijke Porceleyne Fles — провідний виробник справжньої декоративної кераміки Порцеляна Делфту (Delft Blue) та сучасної кераміки.  2008 року компанія придбала фірму з виробництва кристалів Royal Leerdam Crystal. З 2012 року одночасно з виробництвом порцеляни виконує ще й функцію музею.

## Історія
У часі Золотої доби Нідерландів Ост-Індійська компанія жваво торгувала з Китаєм. Одним із популярних предметів імпорту були вироби із китайської порцеляни, які на початок 17 століття імпортувалися мільйонами штук. Занепад династії Мін негативно позначився на китайсько-нідерландській торгівлі, яка різко скоротила імпорт товарів, зокрема порцеляни. Це змусило налагоджувати виробництво порцелянових виробів безпосередньо в Нідерландах.
Одним із перших виробників нідерландської порцеляни був Девід Антоніш ван дер Піт, який у 1653 році заснував у Делфті фабрику De Porceleyne Fles («Порцелянова пляшка»). До кінця 18 століття компанія виробляла керамічний посуд для клієнтів у Нідерландах та Європі: від простих предметів домашнього вжитку — звичайного білого посуду з невеликою кількістю прикрас або зовсім без них — до вигадливих творів мистецтва, тарілок, розписаних релігійними мотивами, рідними нідерландськими краєвидами з вітряками та рибальськими човнами, сценами полювання, морськими пейзажами. Однак конкуренція з боку європейської фарфорової промисловості була жорсткою, і до 1840 року De Porceleyne Fles залишилася на території Нідерландів останньою фабрикою: усі інші підприємства не витримали конкуренції й припинили діяльність.
Наприкінці 19 століття власник фабрики інженер Йоуст Гоуфт і його партнер Абель Лябушер разом зі своїми співробітниками опрацювали технологію виробництва високоякісної кераміки порцеляна Делфту (Delft Blue), яка швидко стала всесвітньо відомою. 1919 року королівський дім надав компанії право додавати до своєї назви епітет Королівська (Koninklijke), що стало визнанням зусиль компанії щодо збереження важливої нідерландської галузі. Дотепер компанія підтримує тісні стосунки з королівською родиною.

## Виробництво
Донині на фабриці виготовляють порцеляну Делфту (Delft Blue) з торговою маркою Royal Delft. Фабрика працює з використанням в основному каоліну, польового шпату, кварцу та карбонату кальцію.
Класичної форми вироби випікають і глазурують. Майстри розпису наносять на порцеляні традиційні зображення пензликами з волосся куниці чи білки: це народні мотиви, пейзажі з вітряками, море з кораблями тощо. Для розпису використовують оксид кобальту (II) чорного кольору, який після випалювання набуває синього кольору. Різні відтінки синього досягаються розведенням його водою.
Після завершення усіх етапів технологічного процесу готовий виріб надходить у виставковий зал.
Окрім кераміки порцеляна Делфту, компанія виготовляє й інші види кераміки, колекції яких представлені у виставковому залі. Це поліхромна кераміка (майоліка) за мотивами керамік Італії та Іспанії; синя кераміка, навіяна мотивами дитячих казок про зайчика Міффі; кераміка сучасних нідерландських мистців.

## Комплекс будівель
З моменту заснування в 1653 році до 1916 року фабрика розташовувалася в Делфті на вулиці Оустейнде. Сучасний комплекс будівель компанії був збудований на вулиці Ротердамсевех. Тепер тут розташовані фабрика, виставковий зал, музей компанії. Будинки в стилі традиціоналізму є національною пам'яткою. У саду між офісним комплексом і фабрикою знаходиться внутрішній дворик з різними стилями колон та іншими варіантами оздоблення будівельною керамікою. Цей сад був створений для того, щоб дати потенційним покупцям та архітекторам уявлення про можливості використання виробів фабрики.

## Музей
2012 року на фабриці був створений і відкритий для відвідувачів музей, метою якого є показати усі етапи технологічного процесу традиційного виробництва порцеляни Делфту. Музей  щорічно приймає приблизно 140 000 відвідувачів з усього світу, які приїжджають ознайомитись із традиційним виробничим процесом порцеляни Делфту та можуть самостійно розписати для себе виріб.

## Галерея

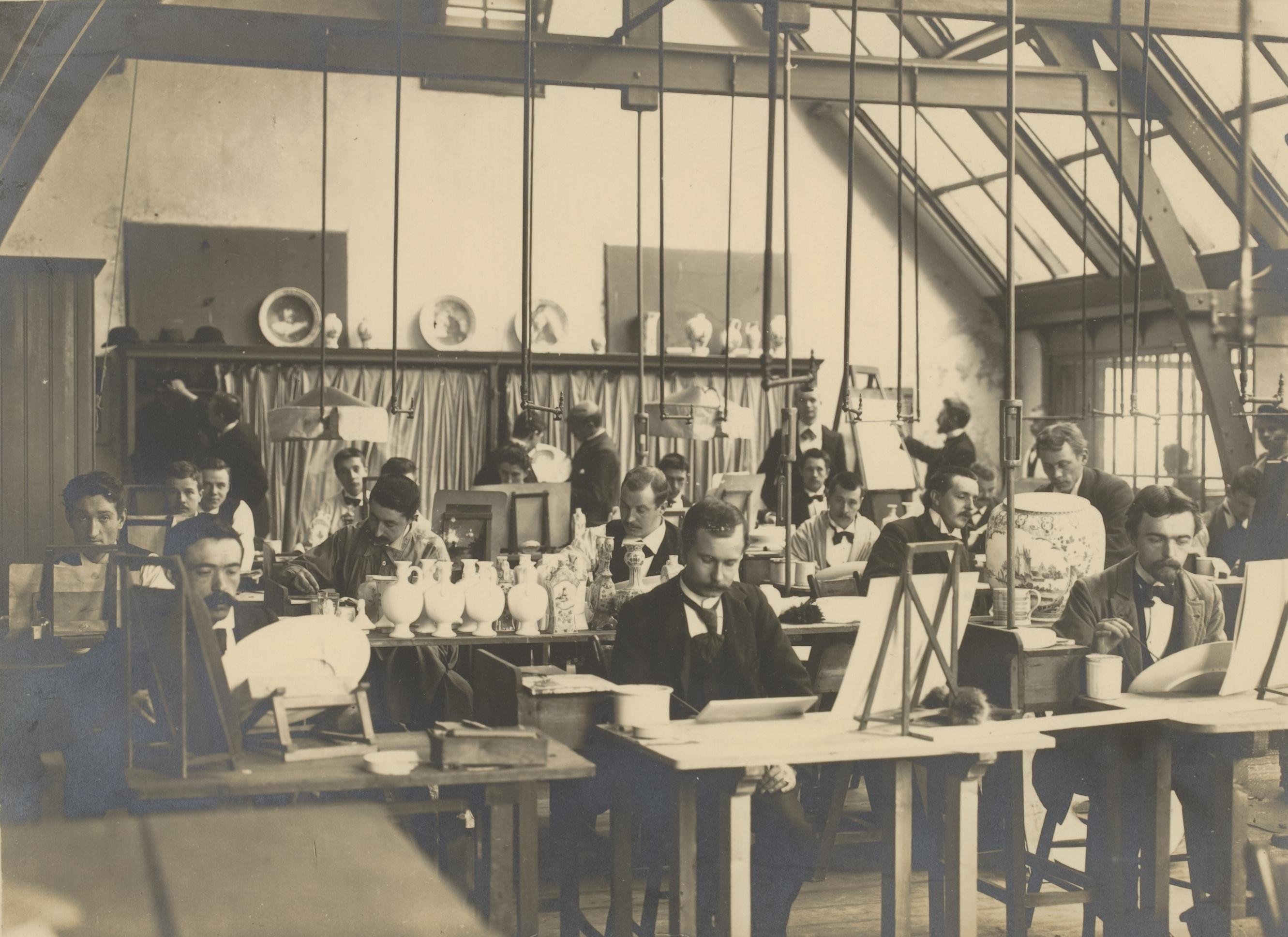
В одній зі студій розпису на Оустейнде
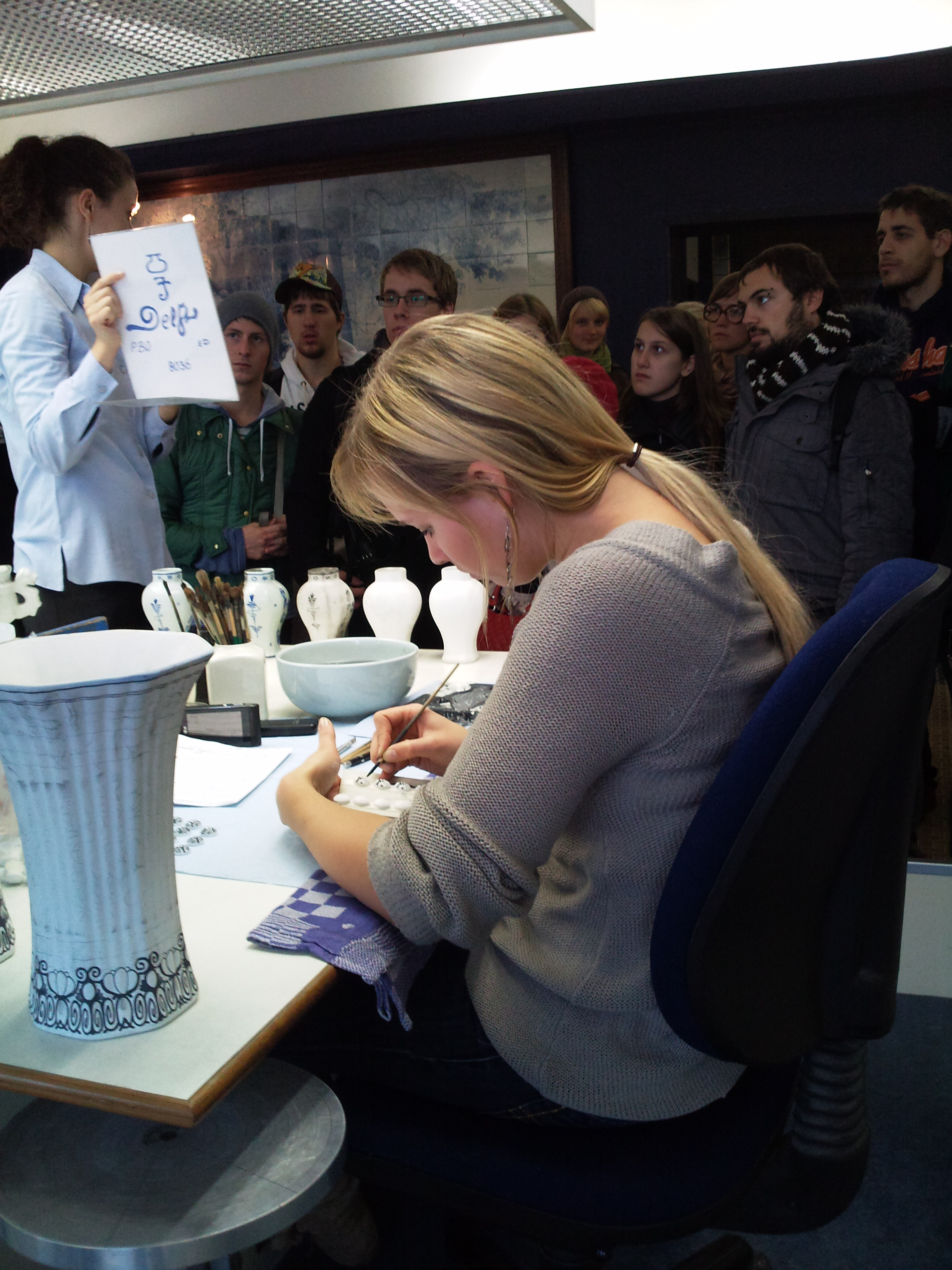
У музеї на вулиці Ротердамсевеґ
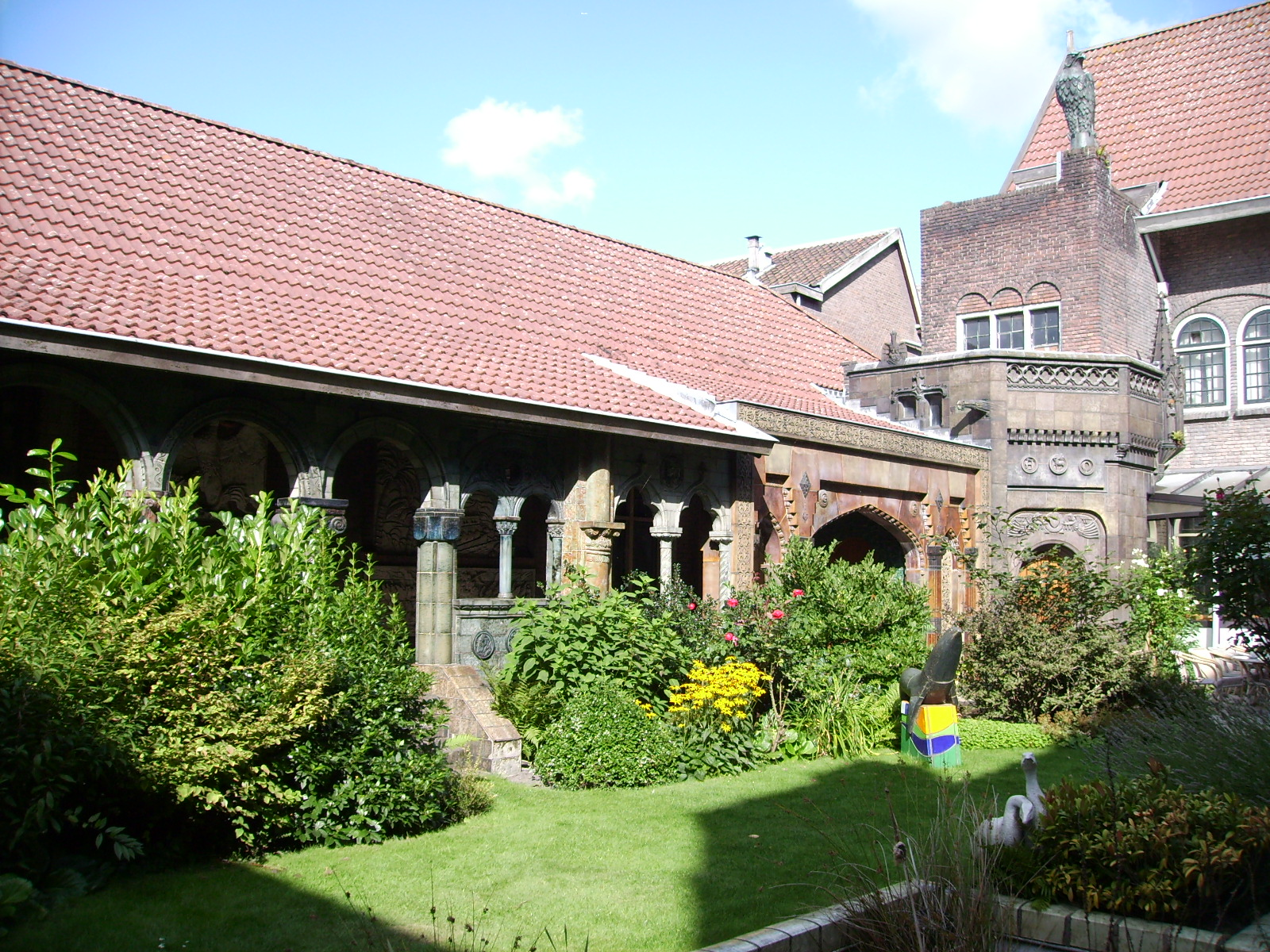
Внутрішнє подвір'я
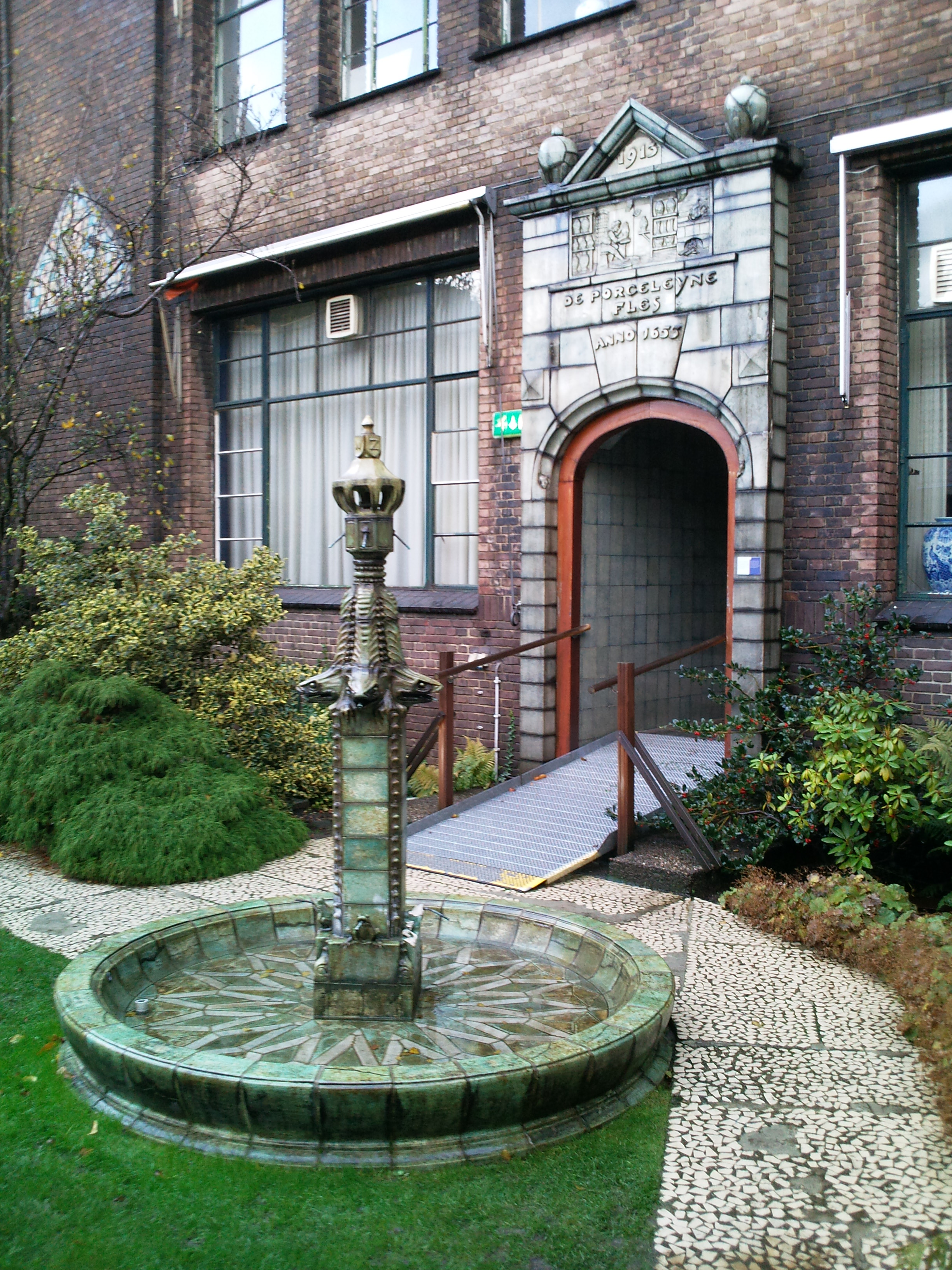
Оздоблений керамікою фонтан у внутрішньому подвір'ї
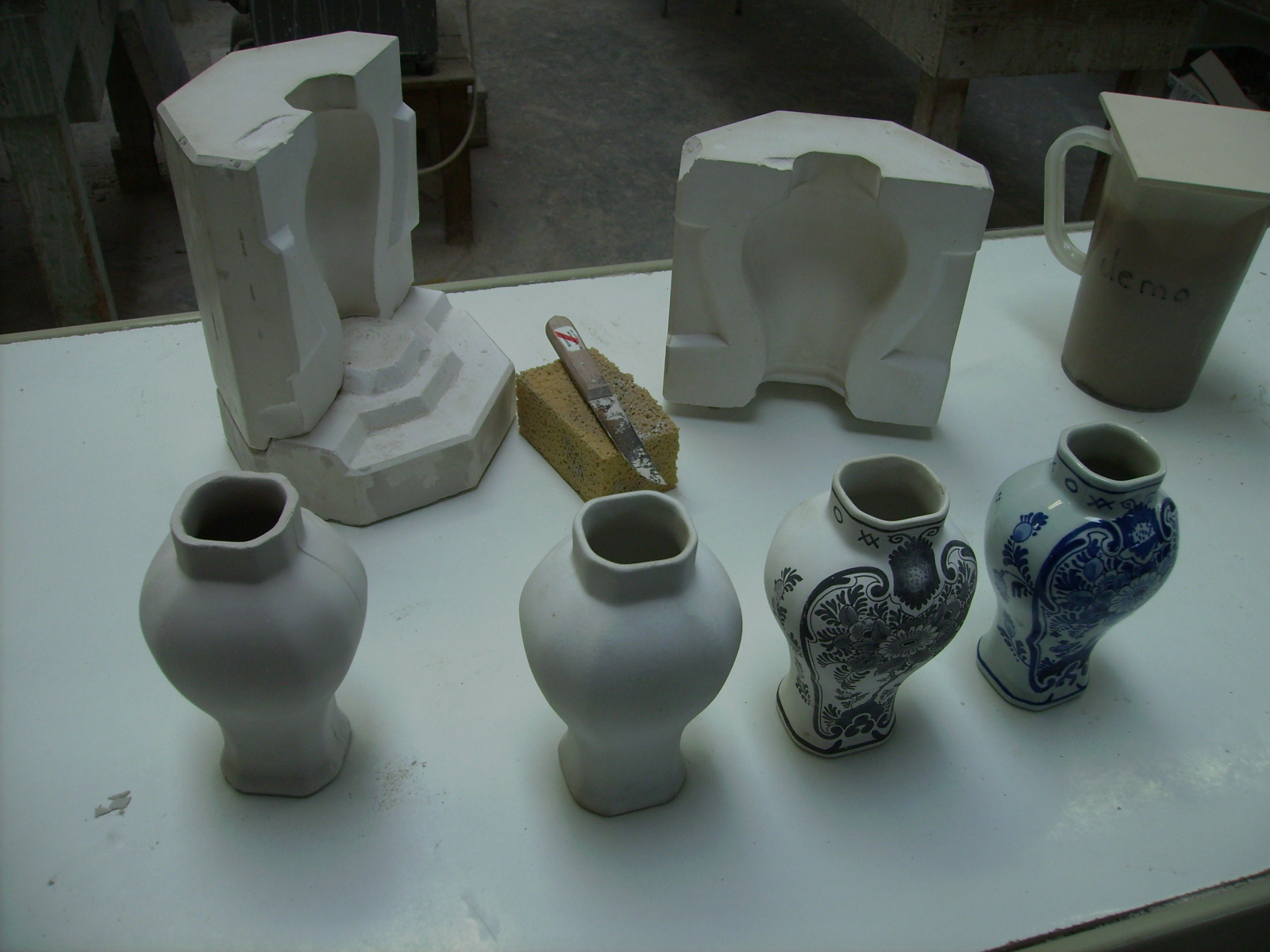
Етапи технологічного процесу
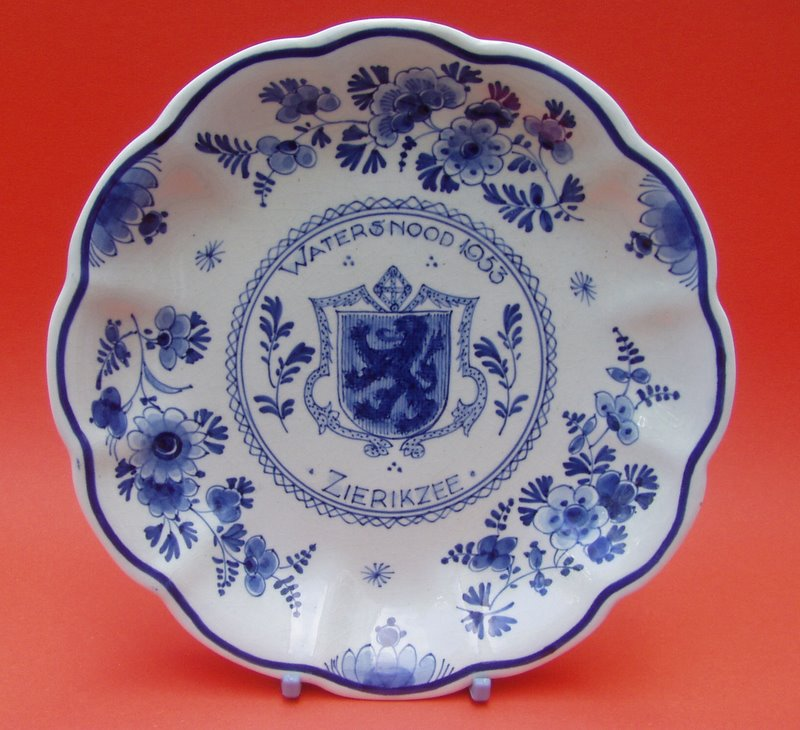
Класичний виріб порцеляни Делфту
Глечик, розписаний аматором-відвідувачем у музеї